# Charl Pietersen
Charles „Charl“ Pietersen (* 10. März 1991 in Kapstadt) ist ein südafrikanischer Dartspieler.

## Biografie
Charl Pietersen konnte sich als Sieger des South African Masters für die PDC World Darts Championship 2013 qualifizieren. Dort schied er in der Vorrunde mit 1:4 Legs gegen den Deutschen Max Hopp aus. Bei der PDC Qualifying School konnte er sich eine Tour Card für die PDC Pro Tour sichern. Während des Turniers spielte er zudem ein Nine dart finish. Zusammen mit Shawn Hogan nahm er für Südafrika am World Cup of Darts 2013 teil. Das Duo konnte nach einer 4:5-Niederlage zu Beginn, sein zweites Gruppenspiel gegen das irische Team mit 5:4 gewinnen und sich somit für das Achtelfinale qualifizieren. Dort unterlagen sie erst im Decider den späteren Turniersiegern Phil Taylor und Adrian Lewis aus England. Beim südafrikanischen Qualifikationsturnier für die PDC World Darts Championship 2014 verlor er im Finale gegen Devon Petersen mit 8:5 und ein Jahr später mit 8:2.

## Weltmeisterschaftsresultate
- 2013: Vorrunde (1:4-Niederlage gegen  Max Hopp)